# Ilustrovaný muž
Ilustrovaný muž (1951, The Illustrated Man) je třetí povídková sbírka amerického spisovatele Raye Bradburyho. Obsahuje osmnáct příběhů z let 1947–1951, jejichž námětem je konflikt techniky a psychiky lidí.

## Obsah sbírky

### Prolog
V prologu jsou vzájemně nesouvisející povídky sbírky zasazeny do rámcového příběhu, ve kterém se vypravěč na své cestě po Wisconsinu setká na opuštěné silnici se zcela potetovaným tulákem, který dříve vystupoval jako lidská rarita v panoptiku. Tetování, které mu údajně vytvořila tajemná žena cestující časem, má tu vlastnost, že jeho obrazy v noci ožívají a každý vypráví svůj příběh odehrávající se v možném budoucím světě.

### Povídky
- The Veldt (1950, Step).[p 1] Dětský pokoj v automatizovaném domě dokáže vytvořit libovolnou virtuální realitu. Děti si zde vytváří step se lvy, kteří roztrhají jejich rodiče. Nakonec se virtuální realita stane skutečností. V knižním vydání se povídka jmenuje Savana.
- Kaleidoscope (1949, Kaleidoskop).[p 2] Příběh astronautů, kteří při nehodě přišli o raketu.
- The Other Foot (1951, Karta se obrátila). Na Mars, kolonizovaný výhradně černochy, přilétá ze Země loď s bílými uprchlíky před jadernou válkou. Černoši chtějí nastolit rasovou segregaci.
- The Highway (1950, Silnice).[p 3] Příběh chudého farmáře, který si žije svůj život poblíž silnice, která se jednoho dne začne plnit uprchlíky před jadernou válkou.
- The Man (1949, Poutník). Skupina astronautů přistane na planetě, kde její obyvatelé žijí v blaženosti. Zjistí, že před nimi se na planetě objevil jiný návštěvník, který je považován za spasitele.
- The Long Rain (1950, Dlouhý déšť).[p 4] Skupina astronautů přistane nouzově na Venuši, kde neustále prší. Na cestě ke Slunečnímu pavilonu, k umělé stavbě s velkým zdrojem světla, podléhají postupně depresi, někteří zešílí a jiní zemřou.
- The Rocket Man (1951, Astronaut).[p 5] Příběh o muži, který miloval svou rodinu a vesmír vypravovaný očima jeho syna. Muž od své rodiny utíká do vesmíru a z lásky ke své rodině se zase vrací.
- The Fire Balloons (1951, Ohnivé balónky).[p 6] Skupina kněží je vyslána na Mars, aby šířili slovo Boží mezi Marťany. Zjistí však, že Marťané jsou z čisté energie, nemají tělesnou formu a tudíž nemohou spáchat hřích. V knižním vydání se povídka jemuje Lampiony.
- The Last Night of the World (1951, Poslední noc světa). Manželský pár dojde stejně jako lidé v okolí k přesvědčení, že příští den nastává konec světa. Přesto se chovají jako obvykle, protože pokud nastává konec světa, je zbytečné se chovat jinak
- The Exiles (1949, Psanci).[p 7] Na Zemi jsou zničena všechna fantastická díla, ale jejich autoři existují v jakémsi posmrtném životě Na Marsu. Pokud jsou však všechna díla autora zničena, autor sám navždy zmizí. Astronauti, kteří přilétli ze Země, spálí všechny zbývající knihy a tím vyhubí celou marťanskou kolonii.
- No Particular Night or Morning (1951, Žádná konkrétní noc ani ráno). Dva přátelé v kosmické lodi, Clemens a Hitchcock, diskutují o Vesmíru a Zemi. U Hitchcocka se neustále prohlubuje jeho solipsismus, až nakonec trvá na to, že nic ve Vesmíru není skutečné.
- The Fox and the Forest (1950, Liška a les). Pár žijící ve válkou zpustošené budoucí společnosti na pokraji kolapsu využije cestování v čase pro útěk do roku 1938. Jsou však donuceni úřady z budoucnosti se do této budoucnosti vrátit.
- The Visitor (1948, Návštěvník). V povídce je Mars využíván jako izolované místo pro lidi se smrtelnými nemocemi.
- The Concrete Mixer (1949, Míchačka na beton).[p 8] Povídka vypráví o invazi Marťanů na Zem.
- Marionettes, Inc. (1949, Marionety a.s.),[p 9] Marionety jsou dokonalí robotí dvojníci, které někteří lidé zneužívají pro řešení krize středního věku.
- The City (1950, Město).[p 10] Příběh o městě, které čekalo 2000 let na svou pomstu. Probouzí se, protože přistála raketa s průzkumníky ze Země, ve kterých rozpozná dávné nepřátele, kteří svými biologickými zbraněmi zničili místní civilizaci. Město průzkumníky zahubí a použije je pro biologický útok na Zem.
- Zero Hour (1947, Nultá hodina). Děti po celé Zemi jsou zapojeni do vzrušující hry, které říkají "invaze". Jejich rodiče si myslí, že jde o neškodnou zábavu, dokud invaze skutečně nenastane.
- The Rocket (1950, Raketa),[p 11] Fiorello Bodoni má sen poslat někoho ze své rodiny do vesmíru. Ušetří na to peníze, ale rodina se nemůže dohodnout, koho vyslat. Bodoni proto peníze využije pro vytvoření reality rakety vybavené simulací cesty vesmírem.

### Epilog
Kolem půlnoci příběhy skončí, ilustrovaný muž spí a vypravěč vidí, že se na jeho zádech objevuje nové tetování, které ukazuje, jak jej ilustrovaný muž uškrtí. Proto vypravěč prchne a snaží se dostat do blízkého města do bezpečí.

## Filmové adaptace
- The Illustrated Man (1969, Ilustrovaný muž), americký film, režie Jack Smight.
- Вельд (1987, Veld), sovětský ruský film, režie Nazim Tuljachodžajev.

## Česká vydání

### Samostatné povídky
Kromě sedmi povídek vyšly všechny ostatní česky v různých antologiích, výborech či v jiných Bradburyho česky vydaných knihách.
1. ↑  Povídka Step vyšla česky ve výboru Kaleidoskop (1989 a 2009).
2. ↑  Povídka Kaleidoskop vyšla česky ve výborech Slunce a stín (1963) a Kaleidoskop (1989 a 2009).
3. ↑  Povídka Silnice vyšla česky ve výboru Slunce a stín, v antologii Povídky ze Sedmičky (1993) a ve výboru Kaleidoskop (1989 a 2009).
4. ↑  Povídka Dlouhý déšť vyšla česky ve výborech Slunce a stín (1963) a Kaleidoskop (1989 a 2009).
5. ↑  Povídka Astronaut vyšla česky ve výboru Kaleidoskop (1989 a 2009).
6. ↑  Povídka Ohnivé balónky vyšla česky ve výboru Sloup ohně a jiné příběhy (1993).
7. ↑  Povídka Psanci vyšla česky ve výboru Kaleidoskop (1989 a 2009) a pod názvem Vyhnanci ve fanzinu Ikarie XB 2 (1987).
8. ↑  Povídka  Míchačka na beton vyšla česky v časopise Ikarie 1995/08.
9. ↑  Povídka Marionety vyšla česky ve výboru Kaleidoskop (1989 a 2009).
10. ↑  Povídka Město vyšla česky v antologiích Labyrint (1962), Tunel do věčnosti (1999) a Velmistři SF 2 (2002) a ve výboru Kaleidoskop (1989 a 2009).
11. ↑  Povídka Raketa vyšla česky v antologii Labyrint (1962) a ve výboru Kaleidoskop (1989 a 2009).

### Knižní vydání
- Ilustrovaný muž, Plus, Praha 2017, přeložili Jarmila Emerová, Jiří Januš, Petr Kotrle, Stanislav Švachouček a Zdeněk Volný.